# Giacomo Corradi
Pour les articles homonymes, voir Corradi.
Giacomo Corradi (né en 1602 à Ferrare en Émilie-Romagne et mort le 17 janvier 1666 à Rome) est un cardinal italien du XVIIe siècle.

## Biographie
Corradi est professeur en droit à l'université de Ferrare et auditeur à la Rote romaine.
Le pape Innocent X le crée cardinal lors du consistoire du 19 février 1652. Il est élu évêque de Jesi en 1653, poste qu'il résigne. Corradi est camerlingue du Sacré Collège en 1663-1664.
Il participe au conclave de 1655 (élection d'Alexandre VII).